# Sarah Haskins
Sarah Haskins (Saint Louis, 13 marzo 1981) è una triatleta statunitense.

## Carriera
Nel 2006 vince due gare della Coppa Panamericana, quella di Long Beach e quella di Rye Westchester. Si classifica tra le prime 10 in 5 gare di Coppa del mondo, in particolare è 6° a New Plymouth, 7° a Corner Brook, 9° a Cancun e 10° rispettivamente a Ishigaki e ad Amburgo. Ai mondiali di Losanna si è classificata al 21º posto assoluto con un tempo di 2:07:43.
Nel 2007, dopo essersi aggiudicata la gara di Coppa Panamericana di Longmont, è arrivata 2ª nella gara dei XV Giochi Panamericani che si sono svolti a Rio de Janeiro, alle spalle della connazionale Julie Ertel. Nello stesso anno ha vinto la medaglia d'argento nella gara di Coppa del mondo di Vancouver e nella gara di Coppa Panamericana di Honolulu ed è salita sul gradino più basso del podio a Cancun. Restando alle gare di coppa del mondo è arrivata due volte 4° nelle competizioni di Des Moines e di Lisbona. Ai campionati del mondo di Amburgo non è andata oltre il 10º posto.
Nel 2008 ha ottenuto il suo miglior risultato a livello internazionale, classificandosi 2º ai mondiali di Vancouver alle spalle della britannica Helen Jenkins di soli 4" e davanti alla neozelandese Samantha Warriner.
Nel 2009 si è sempre classifacata tra le prime 10 nelle gare della serie dei campionati del mondo cui ha preso parte. È arrivata 4ª nella gran finale di Gold Coast e nella gara di Washington, sfiorando il podio in ambedue. Si è classificata 5ª nella gara di Madrid, 6° nella gara di Amburgo e 9° in quella di Yokohama. Tali risultati l'hanno portata al 6º posto assoluto nella classifica generale dei Campionati del mondo.
Nel 2010 ha ottenuto due buoni piazzamenti in gare della serie dei campionati del mondo: in particolare è arrivata 5ª a Madrid e 10° a Seul.

## Titoli
- Campionessa statunitense di triathlon (Élite) - 2006, 2012